# Sadovoe, Bălți
Sadovoe este o localitate inclusă în componența municipiului Bălți, Republica Moldova. Localitatea este situată la 7 km depărtare de Bălți și 149 km de Chișinău. Se învecinează cu satele Sturzovca (raionul Glodeni), Corlăteni (raionul Rîșcani) și Pîrlița (raionul Fălești).

## Geografie
Suprafața satului este de satul 980,55 ha, inclusiv terenuri ocupate de locuințe și construcții - 124 ha, terenuri agricole - 652 ha, fondul silvic - 19 ha, drumuri - 8 ha, suprafețe acvatice - 24 ha și fondul de rezervă - 154 ha.

## Istorie
Localitatea fost clădită în anii 1951-1960 și și-a dobândit autonomia administrativă la data de 27 mai 1960 când a intrat în funcție noul director care timp de zece ani a condus-o împreună cu satul, sub denumirea de atunci: „orășelul muncitoresc al sovhozului Kotovskii”. Ajungând să fie o întreprindere performantă din punct de vedere economic și unul dintre furnizorii centralei alimentare a PCRM, sovhozul agronomic Kotovskii a devenit un centru de pregătire a tinerilor muncitori agricoli-pomicultori. Mulți specialiști ai sovhozului au fost formatori ai tinerilor pomicultori în Ș.M.P.I.: „Școala Meșterilor Pomiculturii Intensive”. În anul 1999 a fost înaintată propunerea ca satul Sadovoe, devenit comună, să facă parte din municipiul Bălți. Primarii de atunci s-au înțeles și, după aprobarea la ședința Consiliului municipal, satul Sadovoe a devenit parte a municipiului Bălți.
În 2007 primar al satului a fost ales Valeriu Albot care și-a menținut funcția până în 2011 când au fost organizate alegeri noi.

## Administrație și politică
Primarul satului este Serghei Buzurnîi (Partidul Socialiștilor din Republica Moldova), reales în noiembrie 2023.
Componența Consiliului local Sadovoe (9 consilieri), ales la 5 noiembrie 2023, este următoarea:
|  | Partid                                       | Consilieri | Componență | Componență | Componență | Componență | Componență | Componență | Componență | Componență |
|  | -------------------------------------------- | ---------- | ---------- | ---------- | ---------- | ---------- | ---------- | ---------- | ---------- | ---------- |
|  | Partidul Socialiștilor din Republica Moldova | 8          |            |            |            |            |            |            |            |            |
|  | Forța de Alternativă și Salvare a Moldovei   | 1          |            |            |            |            |            |            |            |            |

## Populație
Români (43,54%)
     Ucraineni (43,61%)
     Ruși (10,74%)
     Alte etnii (2,11%)
Populația satului înregistrată la recensământul din 2004 era de 1369 locuitori, inclusiv 664 bărbați (48,50%) și 705 femei (51.50%). Componența etnică este pestriță: ucraineni - 597 persoane, români - 596 persoane, ruși	- 147 persoane, găgăuzi - 9 persoane, polonezi - 6 persoane, bulgari și evrei câte o persoană, alte etnii - 12 persoane.

## Social
În Sadovoe există un singur edificiu religios Biserica „Acoperământul Maicii Domnului”. Instituții din domeniul educației: Gimnaziul nr.16 și Grădinița-creșă nr.26.